# إرنست كي. غان
إرنست كي. غان (بالإنجليزية: Ernest K. Gann)‏ (13 أكتوبر 1910، لنكن في الولايات المتحدة - 19 ديسمبر 1991، فرايداي هاربور في الولايات المتحدة)؛ طيار، منتج أفلام، كاتب سيناريو وروائي أمريكي.

## روابط خارجية
- إرنست كي. غان على موقع IMDb (الإنجليزية)
- إرنست كي. غان على موقع قاعدة بيانات الفيلم (الإنجليزية)